# Гаралсон (Джорджія)
Гаралсон (англ. Haralson) — місто (англ. town) в США, в округах Ковета і Мерівезер штату Джорджія. Населення — 172 особи (2020).

## Географія
Гаралсон розташований за координатами 33°13′46″ пн. ш. 84°34′7″ зх. д. / 33.22944° пн. ш. 84.56861° зх. д. (33.229350, -84.568710).  За даними Бюро перепису населення США в 2010 році місто мало площу 2,11 км², з яких 2,08 км² — суходіл та 0,03 км² — водойми.

## Демографія
Згідно з переписом 2010 року, у місті мешкало 166 осіб у 62 домогосподарствах у складі 47 родин. Густота населення становила 79 осіб/км².  Було 67 помешкань (32/км²).
Расовий склад населення:
| - 84,9 % — білих - 12,0 % — чорних або афроамериканців |

До двох чи більше рас належало 3,0 %. Частка іспаномовних становила 4,8 % від усіх жителів.
За віковим діапазоном населення розподілялося таким чином: 22,3 % — особи молодші 18 років, 66,3 % — особи у віці 18—64 років, 11,4 % — особи у віці 65 років та старші. Медіана віку мешканця становила 36,7 року. На 100 осіб жіночої статі у місті припадало 121,3 чоловіків;  на 100 жінок у віці від 18 років та старших — 115,0 чоловіків також старших 18 років.
Середній дохід на одне домашнє господарство  становив 55 609 доларів США (медіана — 52 292), а середній дохід на одну сім'ю — 68 150 доларів (медіана — 61 667). За межею бідності перебувало 4,0 % осіб, у тому числі 0,0 % дітей у віці до 18 років та 11,8 % осіб у віці 65 років та старших.
Цивільне працевлаштоване населення становило 71 осіб. Основні галузі зайнятості: освіта, охорона здоров'я та соціальна допомога — 22,5 %, роздрібна торгівля — 14,1 %, виробництво — 11,3 %, будівництво — 11,3 %.